# Marketingová krátkozrakost
Marketingová krátkozrakost je termín používaný v marketingu a objevil se v publikaci autora Theodore Levitta (1926–2006). Tento dokument byl poprvé zveřejněn v roce 1960 v Harvard Business Review. Marketingová krátkozrakost naznačuje, že podniky budou mít lepší výsledky v případě, když se budou soustředit na uspokojování potřeb zákazníků, spíše než na prodej svých výrobků. Vzniká tehdy, jestliže firma přestane vnímat potřeby a přání zákazníka. Neustále zvyšuje kvalitu a to vede k růstu nákladů na výrobu a to se promítne do konečné ceny výrobku. Ten se pak může stát neprodejným na trhu.
Každý rok je na trh uvedena spousta nových produktů, z nichž 90 % selže. Důvodem tohoto selhání je již zmíněná marketingová krátkozrakost.

## Základní myšlenka
Základní idea krátkozrakého myšlení, kterou Levitt stanovil, předpokládá neúspěch na cestě v podnikání. Tento neúspěch má příčinu v nekomplexním myšlení a v přesvědčení, že se podnik nachází v tzv. roustoucím odvětví. Kvůli tomuto se ztrácí přehled o požadavcích zákazníků. Aby podnik mohl růst, musí zjišťovat požadavky a touhy zákazníku a na základě toho se musí chovat. Nestačí spoléhat na předpokladanou dlouhověkost produktu. Důvodem, proč je růst ohrožen, zpomalen či úplně zastaven, není nasycenost trhu, ale chyba managementu.
Někteří novináři označili Levittovu publikaci jako počátek moderního marketingu. Tématem publikace je, že vize většiny podniků jsou omezené kvůli jejich úzkému pohledu na byznys, ve kterém podnikají. Publikace nabádá výkonné vedení podniků, aby znovu přezkoumali vizi společnosti a znovu definovali cílové trhy z širší perspektivy. Tato publikace byla velice úspěšná a měla velký dopad, a to z toho důvodu, že je velice praktická. Společnosti díky ní zjistily, že v minulosti ztratily spoustu příležitostí, které při aplikaci širšího pohledu bylo lehké najít. Ropné společnosti (které byly jedním z příkladů v Levittově publikaci) znovu definovaly svůj předmět podnikání na obchodování s energií, namísto s palivem.
Jedním z důvodů, proč je krátkozrakost tak rozšířená, je lidský pocit, že budoucnost nelze přesně určit. Toto přesvědčení je jistě odůvodnitelné, ale zároveň platí, že je možné použít celou řadu nástrojů k odhadu budoucích podmínek.
Něco jako rostoucí průmysl neexistuje. Existují pouze podniky, které jsou organizovány a řízeny k vytváření a využívání příležitostí k růstu.
Jsou 4 typy chybných sebe-přesvědčení:
1. Přesvědčení, že růst je zajištěn rozšiřující se a více bohatou populací.
2. Přesvědčení, že neexistuje konkurenceschopný substitut pro vedoucí produkt v daném průmyslu.
3. Příliš velká důvěra v masovou produkci a ve výhody v podobě rychle klesajících nákladů na jednotku při rostoucím výstupu.
4. Zabývání se produktem, který je vhodný k vědeckým výzkumům, zdokonalování a zmenšování výrobních nákladů.[3]

## Praktický pohled
Velký prostor příležitostí vzniká v důsledku průmyslových změn. To nutí manažery ohlédnout od jejich současných podnikatelských aktivit a uvažovat v jiném směru "outside the box". George Steiner (1979) je jedním z mnoha obdivovatelů, kteří citují Levittův slavný příklad týkající se dopravy. Pokud výrobce bryček v roce 1910 definuje svoji činnost jako "doprava základem podnikání," měl by být schopen udělat kreativní skok a pokud by to technologický vývoj umožňoval, přejít například do automobilového průmyslu.
U lidí, kteří se zaměřují na marketingové strategie, různé prediktivní techniky a životnost zákaznických hodnot, může toto stopnout nad krátkozrakost pouze do určité míry. To může mít za následek sledování dlouhodobých cílů, ovšem někdy na úkor krátkodobých cílů.
Železnice může sloužit také jako příklad jednoho odvětví, jehož pokles je zapříčiněn omezeným pohledem na trh. Za tím, že jsou železnice v nesnázích, nestojí pokles přepravy cestujících nebo dokonce to, že potřeba byla zaplněna auty, letadly či jinými druhy dopravy. Odvětví selhává spíše proto, že se soustředilo hlavně na samotnou železnici namísto dopravního a přepravního podnikání. Orientace byla zaměřena na železnici namísto dopravy, a také na produkt namísto zákaznické orientace.

## Nová marketingová krátkozrakost
Nová marketingová krátkozrakost nastane, pokud obchodníci nevidí širší společenský kontext obchodního rozhodování, někdy je to také následkem katastrofálních důsledků pro jejich organizace a společnost.
Vychází ze tří souvisejících jevů:
1. Cílevědomá orientace na zákazníka na úkor ostatních zúčastněných stran (stakeholderů).
2. Příliš úzká definice zákazníka a jeho potřeby.
3. Neschopnost rozpoznat změny společenského kontextu v podnikání, které by vyžadovaly adresování různých zúčastněných stran.

Zákazníci v "nové marketingové krátkozrakosti" i nadále představují ústřední hledisko, stejně jako v tradiční "marketingové krátkozrakosti". Nicméně, akademici, kteří rozvíjí "nové marketingové krátkozrakosti", uvádí, že je nezbytné si uvědomit, že ostatní zúčastněné strany také vyžadují marketingovou pozornost. Pro B2C společnosti, tyto ostatní zúčastněné strany (např. zaměstnanci) jsou někdy také zákazníky, ale nemusí být (např. nečlenové cílového trhu lokální firemní komunity).

## Související téma
Philip Kotler a Ravi Singh (1981) prosazovali ve své publikaci termín marketing hyperopia, čímž mají na mysli lepší představu o vzdálených otázkách než o těch, které jsou bližší. Baughman (1974) používá termín marketing macropia. ve smyslu příliš širokého pohledu na dané odvětví.